# Wangliang
 (août 2012).
En astronomie chinoise, Wangliang (chinois : 王良, pinyin : wǎng liǎng) est un astérisme, en fait constitué de cinq ou six étoiles situé dans la constellation de Cassiopée. Il symbolise un aurige et ses quatre chevaux. Une sixième étoile est parfois adjointe à l'astérisme. Elle représente le fouet tenu par l'aurige, mais porte un nom spécifique, Cexing (litt. « l'étoile du fouet »).

## Source
Le Jinshu donne la description suivante de l'astérisme :
Wangliang, comprenant cinq étoiles au nord de Kui est au centre de la Voie lactée et  représente le cocher du Fils du Ciel. Quatre de ces étoiles forment le Tiansi (littéralement « le quadrige céleste »), alors que celle sur le côté s'appelle Wangliang [du nom d'un personnage historique]. L'étoile isolée Cexing (littéralement « l'étoile du fouet »), le fouet utilisé par Wang Liang se trouve du côté de Wangliang.

## Étoiles de l'astérisme
Il n'existe pas d'ambigüité sur l'étoile représentant Wang Liang lui-même. Il s'agit de β Cassiopeiae, l'étoile située à l'extrémité du célèbre « W » caractéristique de la constellation. Les quatre étoiles symbolisant les chevaux sont situées à droite de β Cas et approximativement à égale distance de celle-ci. Trois d'entre elles sont connues avec certitude, la quatrième étant controversée. Ces étoiles sont :
- γ Cassiopeiae (l'étoile du milieu du « W »),
- α Cassiopeiae (Schedar, la quatrième étoile du « W »),
- η Cassiopeiae (situé entre les deux précédentes),
- ζ Cassiopeiae ou υ Cassiopeiae.

La première configuration (avec ζ Cas), proposée par l'astronome chinois Pan Nai, a l'avantage de regrouper des étoiles de magnitude uniforme, mais si ces étoiles sont alignées, la distance entre deux étoiles consécutives de l'alignement est variable. La seconde, soutenue par le spécialiste d'histoire de l'astronomie F. Richard Stephenson présente l'avantage d'avoir une configuration plus compacte avec des étoiles formant un motif plus régulier. Cependant, υ Cas, composé en réalité de deux étoiles assez distantes l'une de l'autre (séparées de 0,3°) et significativement moins lumineuse que les trois autres étoiles. 
Bien que le texte décrivant l'astérisme indique qu'il comporte cinq étoiles, il en évoque une sixième qui serait le fouet. Ce fouet correspond sans ambigüité à l'étoile κ Cassiopeiae, appelée Cexing par les astronomes chinois (litt. « étoile du fouet »), et formant pour eux un astérisme séparé.

## Situation générale
D'autres astérismes voisins font partie de la même thématique que Wangliang, notamment Zhaofu, aurige célèbre de l'empereur Muwang de la Dynastie Zhou (-1001 - -946).